# 中国农业出版社
中国农业出版社是中华人民共和国的一家出版社，成立于1958年，社址位于北京市。

## 历史沿革
1958年4月，农业出版社成立。1993年，农业出版社与农村读物出版社合并为中国农业出版社。